# Diversificatie
Diversificatie is een strategie om door middel van een spreiding over meerdere hulpbronnen de risico's te spreiden.

## Energie
Een bekend voorbeeld van diversificatie speelt een rol in het energiebeleid van een land. Teneinde niet afhankelijk te zijn van moeilijkheden van politieke, economische of technische aard bij de aanvoer van een bepaalde energiedrager, neemt men zijn toevlucht tot meerdere energiedragers die dan ook nog van verschillende producenten afkomstig kunnen zijn. Men zal dus niet de gehele economie afstemmen op, bijvoorbeeld, aardolie, maar ook steenkool, aardgas, kernenergie en wind- en zonne-energie als hulpbron aanwenden. Met name de oliecrisis van 1973 heeft de noodzaak tot diversificatie doen voelen.

## Bedrijfsleven
Ook in het bedrijfsleven kan het nuttig zijn om te diversificeren. Het betekent dat men zijn activiteiten spreidt over diverse afnemers en dat men ook diverse producten levert. Het nadeel kan echter branchevervaging zijn, zoals dat zeer expliciet bij het bedrijf ITT een rol speelde, dat van oorsprong een telecommunicatiebedrijf was maar op een gegeven ogenblik hotelketens en verzekeringsmaatschappijen heeft opgekocht. Aangezien deze bedrijven geen synergie met elkaar hadden, waren de voordelen niet groot.
Bij een staalbedrijf als Koninklijke Hoogovens ging men diversificeren in activiteiten die niet branchevreemd waren, namelijk de aluminiumproductie. Het nadeel hiervan was dat een crisis in de vraag naar staal meestal samenviel met een crisis in de vraag naar aluminium, zodat ook hier het voordeel beperkt was.
In beide gevallen kwam het dan weer tot ontvlechting.

## Belegging
In de wereld van de beleggers staat het begrip "diversificatie" voor het spreiden van het risico over meerdere categorieën van financiële producten, zoals aandelen en obligaties.